# Brandkopf (Jachenau)
Der Brandkopf beherrscht optisch mit 1151 Metern und mit rundum waldbedeckten, steilen Flanken den unteren Teil des Jachentales. Unterhalb des ostwärtigen Nebengipfels mit 1120 m und dessen sehr steiler Südwest-Flanke liegt das Röhrmoostal, ein Seitental der Jachen ca. 125 m oberhalb des Jachentales. Der Brandkopf besteht vollständig aus festem Plattenkalk; er war während der Würmeiszeit komplett vom Eis bedeckt.

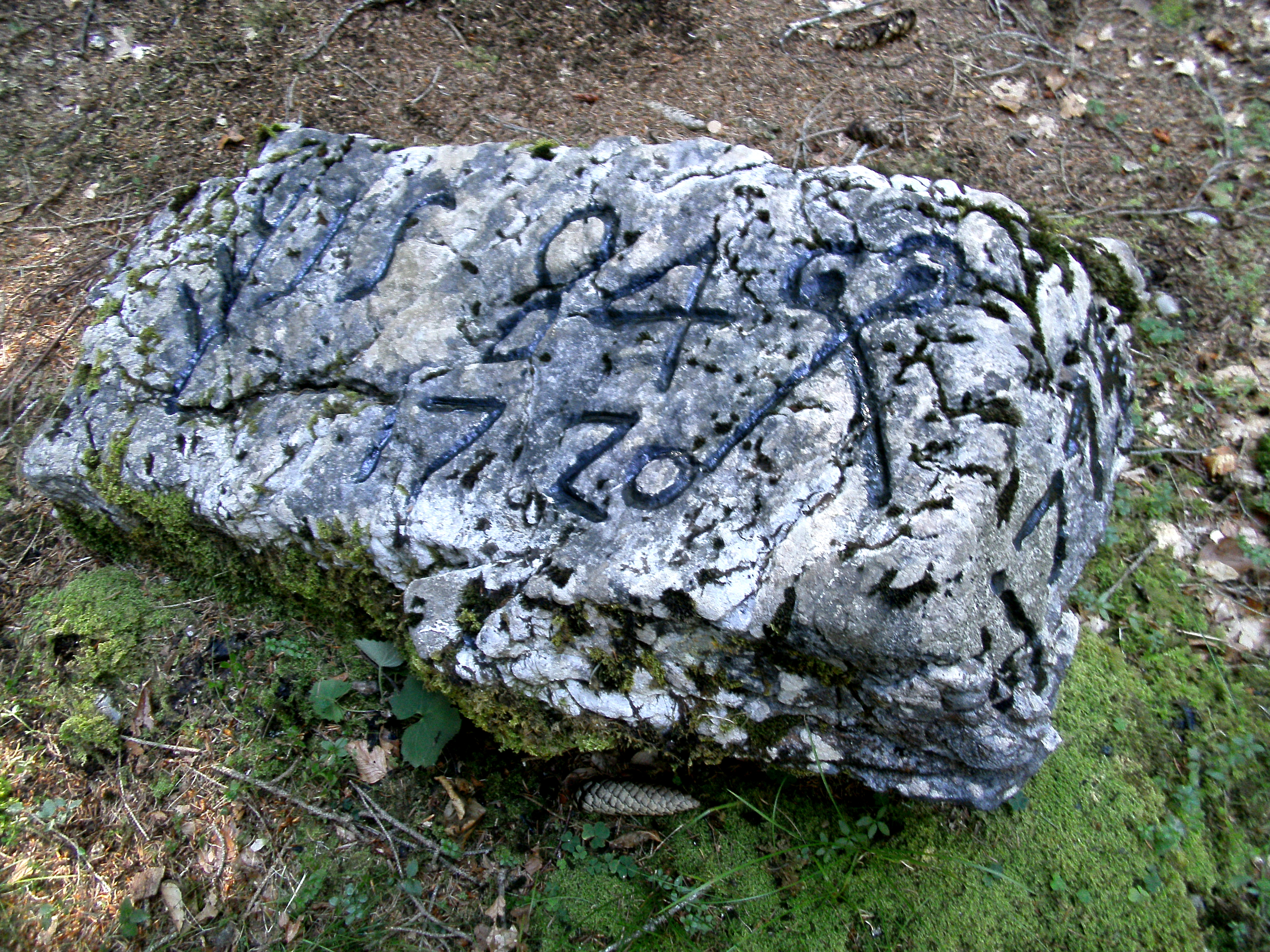
Historischer Grenzstein auf dem Ostgipfel

Über den Brandkopf verläuft in N-S-Richtung die historische Grenze (von 1332) zwischen dem Klostergericht Benediktbeuern  und dem Landgericht Tölz – heute noch die Grenze zwischen dem Bistum Augsburg und dem Erzbistum München und Freising sowie zwischen den Orten Jachenau und Lenggries. Auf dem Ost-Gipfel des Brandkopfes liegt der dazugehörige Grenzstein von 1584 mit „beider Herren Wappen“, dem „doppelten Abtstab“ des Klosters und dem „Hebscheidt“ des herzoglichen Landgerichts.